# Leptocerus mechakita
Leptocerus mechakita är en nattsländeart som beskrevs av Schmid 1987. Leptocerus mechakita ingår i släktet Leptocerus och familjen långhornssländor. Inga underarter finns listade i Catalogue of Life.